# U-382
Unterseeboot 382 foi um submarino alemão do Tipo VIIC, pertencente a Kriegsmarine que atuou durante a Segunda Guerra Mundial.

## Comandantes
| Comandante                | Data                                         |
| ------------------------- | -------------------------------------------- |
| Kptlt. Herbert Juli       | 25 de abril de 1942 - 1 de abril de 1943     |
| Oblt. Leopold Koch        | 1 de abril de 1943 - 14 de novembro de 1943  |
| Rudolf Zorn               | 15 de novembro de 1943 - 16 de julho de 1944 |
| Oblt. Ernst-August Gerke  | maio de 1944 - 29 de junho de 1944           |
| Oblt. Hans-Dietrich Wilke | 25 de agosto de 1944 - 14 de janeiro de 1945 |
| Oblt. Günther Schimmel    | 24 de janeiro de 1945 - 20 de março de 1945  |

## Subordinação
Durante o seu tempo de serviço, esteve subordinado às seguintes flotilhas:
| Período                                       | Flotilha                                   |
| --------------------------------------------- | ------------------------------------------ |
| 25 de abril de 1942 - 30 de setembro de 1942  | 5. Unterseebootsflottille (treinamento)    |
| 1 de outubro de 1942 - 31 de outubro de 1944  | 7. Unterseebootsflottille (serviço ativo)  |
| 1 de novembro de 1944 - 23 de janeiro de 1945 | 33. Unterseebootsflottille (serviço ativo) |

## Operações conjuntas de ataque
O U-382 participou das seguinte operações de ataque combinado durante a sua carreira:
- Rudeltaktik Luchs (27 de setembro de 1942 - 6 de outubro de 1942)
- Rudeltaktik Panther (6 de outubro de 1942 - 11 de outubro de 1942)
- Rudeltaktik Leopard (12 de outubro de 1942 - 13 de outubro de 1942)
- Rudeltaktik Robbe (16 de fevereiro de 1943 - 25 de fevereiro de 1943)
- Rudeltaktik sem nome (15 de abril de 1943 - 18 de abril de 1943)
- Rudeltaktik Borkum (18 de dezembro de 1943 - 3 de janeiro de 1944)
- Rudeltaktik Borkum 1 (3 de janeiro de 1944 - 13 de janeiro de 1944)
- Rudeltaktik Rügen (13 de janeiro de 1944 - 15 de janeiro de 1944)